# 柬埔寨粒鯰
柬埔寨粒鯰，為輻鰭魚綱鯰形目粒鯰科的其中一種，為熱帶淡水魚，分布於亞洲柬埔寨Stung Chhay河流域，體長可達3.3公分，棲息在沙底質、水流快速的溪流底層水域，生活習性不明。